# George Harry Arthur
George Harry Arthur fue un diplomático ghanés.
- George Harry Arthur fue hijo de  Janet Ata Reynolds y George Harry.
- En 1957 entró al servicio del exterior ghanés
- En 1958 fue tercer secretario de embajada en París.
- En 1959 fue segundo secretario de misión ante la Oficina de la Organización de las Naciones Unidas en Ginebra.
- De 1960 a 1962 fue director del departamento Organización de las Naciones Unidas en Acra.
- De 1962 a 1963 fue primer secretario de embajada en Washington, D C.
- De 1964 a 1965 fue consejero de embajada en Río de Janeiro.
- De 1965 a 1966 fue director de administración en Acra.
- De 1966 a 1968 fue consejero de embajada en Moscú.
- De 1968 a 1970 fue consejero de embajada en Copenhague.
- De 1970 a 1972 fue director del departamento Oriente Medio y Asia en Acra.
- De 1972 a 1974 fue Encargado de negocios en Pekín.
- De 1974 a 1978 fue director de Inspección en Acra.
- De 1978 a 1980 fue embajador en Conakri.
- De 1980 a 1985 fue embajador en Pekín.
- Fue miembro de las delegaciones de Ghana a la ONU, la UNESCO. ECOSOC. GATT, la OMS.[1]